# Osłonka (wędliny)
Osłonka wędliniarska, otoczka wędliniarska - materiał otaczający wędliny takie jak kiełbasy, parówki, kabanosy. Wymagania dla osłonek wędliniarskich naturalnych zawarte są w Polskiej Normie PN-A-85702:1996 i Normie Branżowej BN-868012-02:1986.

## Znaczenie
- nadaje kształt wyrobom
- ogranicza kontakt z otoczeniem
- modyfikuje dyfuzję gazów i pary wodnej
- ochrania wyrób podczas transportu i obrotu handlowego
- przedłuża przydatność produktu do spożycia

## Podział
Osłonki wędliniarskie dzielą się na naturalne i sztuczne.

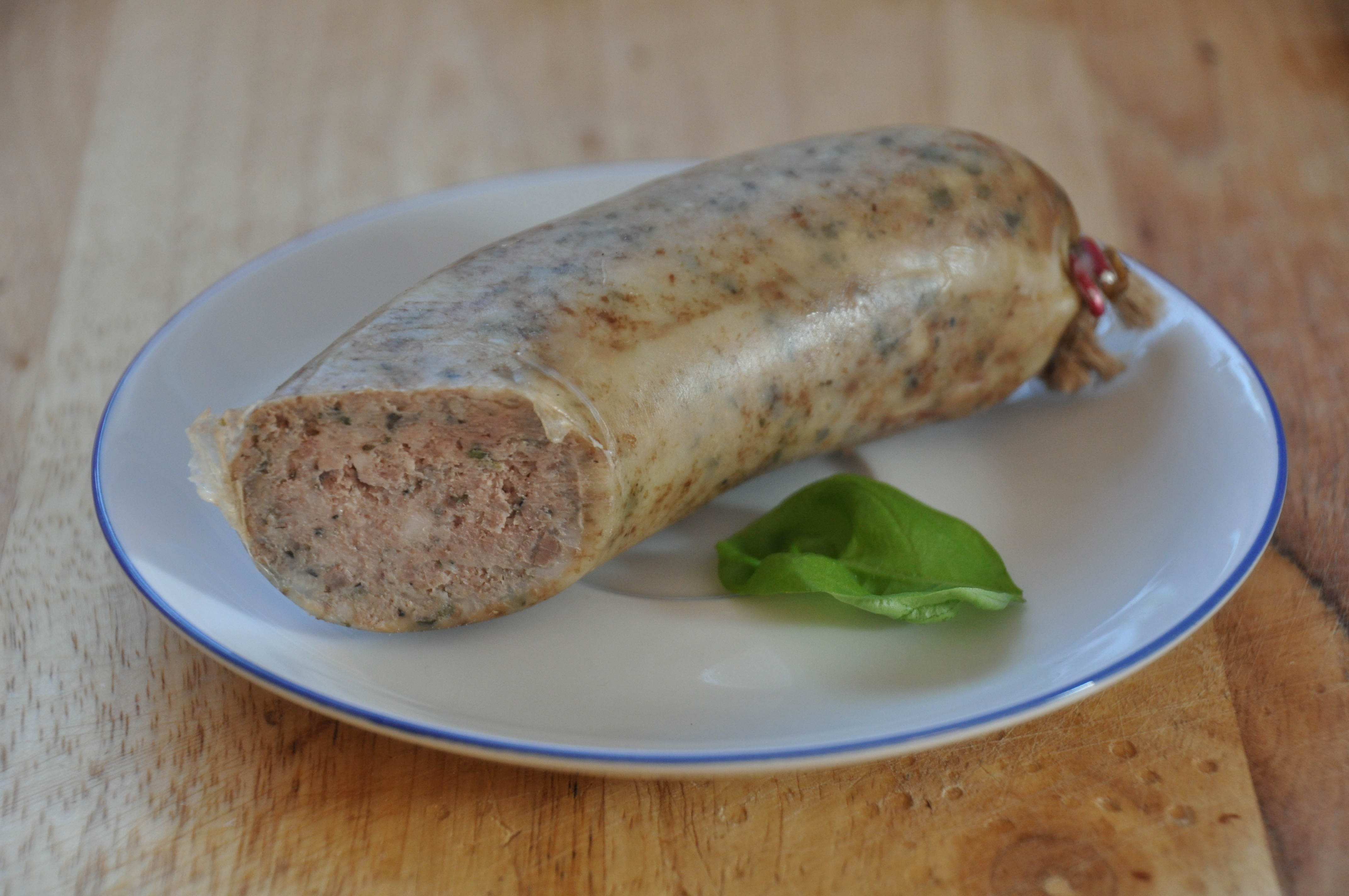
Kiełbasa w osłonce naturalnej.

- Kiełbasa w osłonce naturalnej.osłonki naturalne (tradycyjne) pochodzą z przewodu pokarmowego (jelita, przełyki bydlęce oraz końskie) i pęcherzy zwierząt rzeźnych.

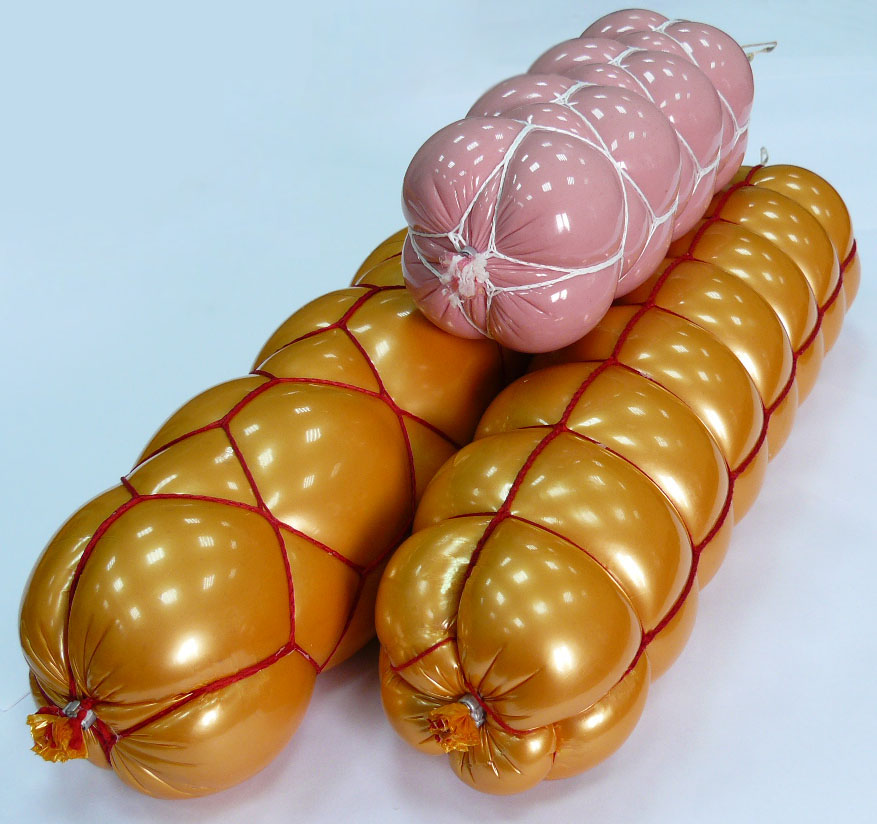
Wędliny w osłonce sztucznej.

- Wędliny w osłonce sztucznej.osłonki sztuczne dzieli się na wytworzone z[2]:
  - surowców naturalnych takie jak: osłonki kolagenowe (białkowe) produkowane z utwardzonego białka zwierzęcego pochodzącego m.in. ze skór, głównie wołowych oraz osłonki roślinne: celulozowe (wiskozowe), osłonki papierowo-celulozowe (fibrous), osłonki algininanowe[3].
  - surowców sztucznych: poliestrowe (siatki termokurczliwe), poliamidowe (osłonki poliamidowe), polipropylenowe, polietylenowe, kopolimery polichlorku winylidenu, tkaniny powleczone tworzywem sztucznym, tkaniny z tworzywa sztucznego powlekane poliamidem, diolestrami kwasu politereftalowego oraz diolestrami kwasu politereftalowego.

Osłonki wędliniarskie dzieli się na:
- jadalne: osłonki naturalne, osłonki kolagenowe
- niejadalne: osłonki białkowe oraz osłonki wykonane z tworzyw sztucznych lub z ich dodatkiem.